# Mary Breen
Mary Breen, född 3 januari 1933, död 1 oktober 1977, är en australisk friidrottare. Hon deltog vid olympiska sommarspelen 1956.